# Trematosaurus
El Trematosaurus es un género extinto de anfibio temnospóndilo que vivió en el periodo Triásico. Sus restos fósiles se han encontrado en Europa. Fue nombrado originalmente por Hermann Burmeister en 1849 y la especie tipo es Trematosaurus brauni.

## Especies

### Especies válidas

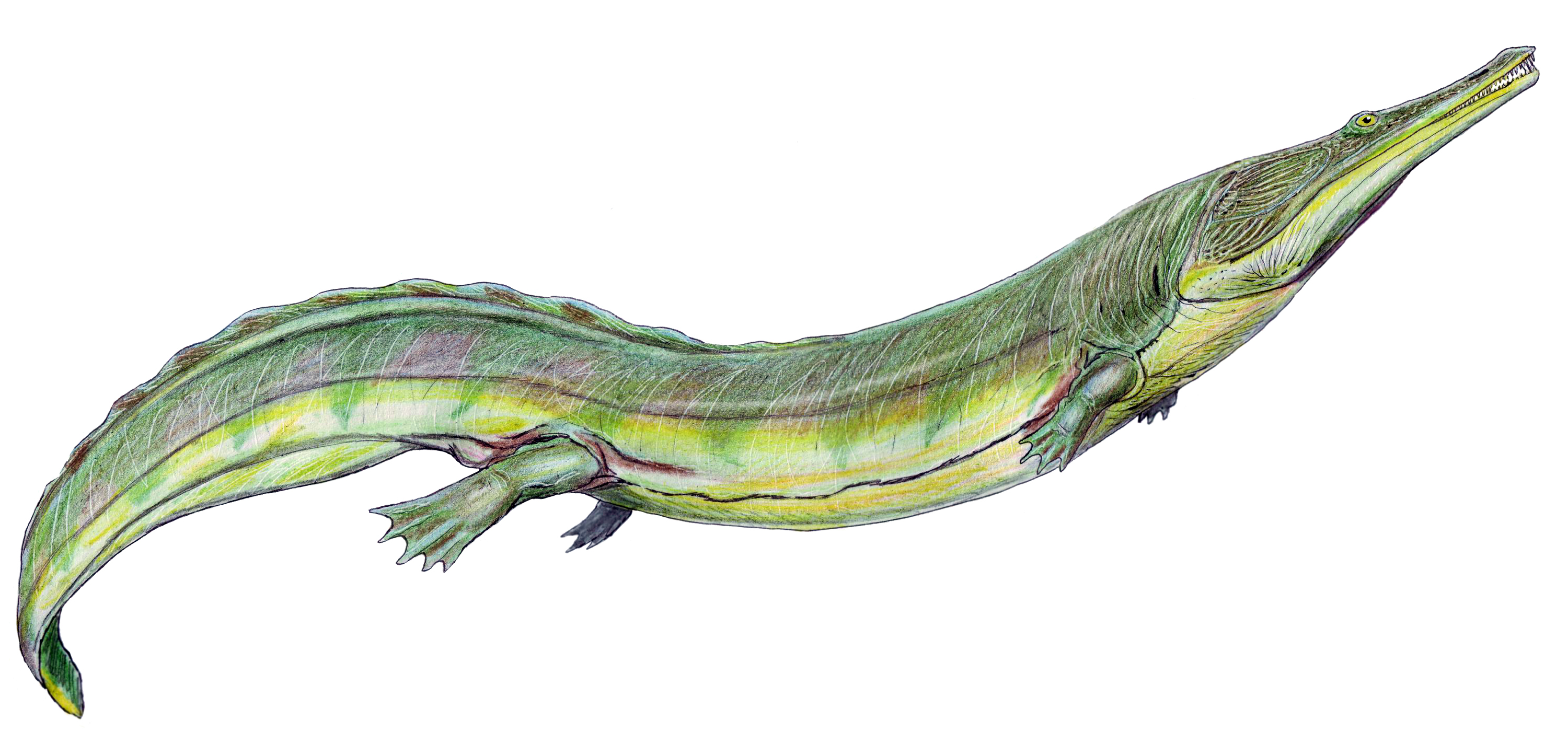
T. brauni

- La especie tipo, Trematosaurus brauni (Burmeister, 1849) es conocida del Miembro medio de la arenisca jaspeada en la vecindad de Bernburg, Alemania.
- T. galae (Novikov, 2010) es conocido de especímenes fragmentarios del Triásico Inferior en la localidad de Donskaya Luka (región de Volgogrado), Rusia.

### Especies reclasificadas
- T. fuchsi (Seidlitz, 1920) es conocido del mismo nivel estratigráfico de la Cuenca Alemana, Turingia. Es un sinónimo más moderno de T. brauni.
- T. thuringiensis (Werneburg, 1993) también es conocido de Turingia.
- T. madagascariensis (Lehman, 1966) referido por Schoch & Milner, 2000, a Tertremoides (Lehman, 1979).
- T. kannemeyeri (Broom, 1909) de Sudáfrica, descrito a partir de un fragmento de cráneo, muy probablemente pertenece al género Aphaneramma o a un loncorinquino cercanamente emparentado.
- Otra especie surafricana, T. sobeyi (Haughton, 1915), fue asignada a su propio género, Trematosuchus (Watson, 1919).
- Los restos de trematosáuridos de Europa oriental referidos a Trematosaurus de hecho pertenecen al género Inflectosaurus Shishkin, 1960 (Novikov, 2007).